# Argañín
Argañín ist ein nordwestspanischer Ort und eine Gemeinde (municipio) mit 80 Einwohnern (Stand: 2024) im Westen der Provinz Zamora der Autonomen Gemeinschaft Kastilien-León. 

## Lage
Argañín liegt in der kastilischen Hochebene in einer Höhe von etwa 740 m nahe der Grenze zwischen Portugal und Spanien. Die Provinzhauptstadt Zamora ist etwa 42 Kilometer (Fahrtstrecke) in ostnordöstlicher Richtung entfernt. Das Klima im Winter ist durchaus kalt, im Sommer dagegen warm bis heiß, Regenfälle fallen verteilt übers ganze Jahr.

## Bevölkerungsentwicklung
| Jahr      | 1970 | 1981 | 1991 | 2001 | 2011 | 2021 |
| Einwohner | 219  | 154  | 137  | 97   | 82   | 72   |

## Sehenswürdigkeiten

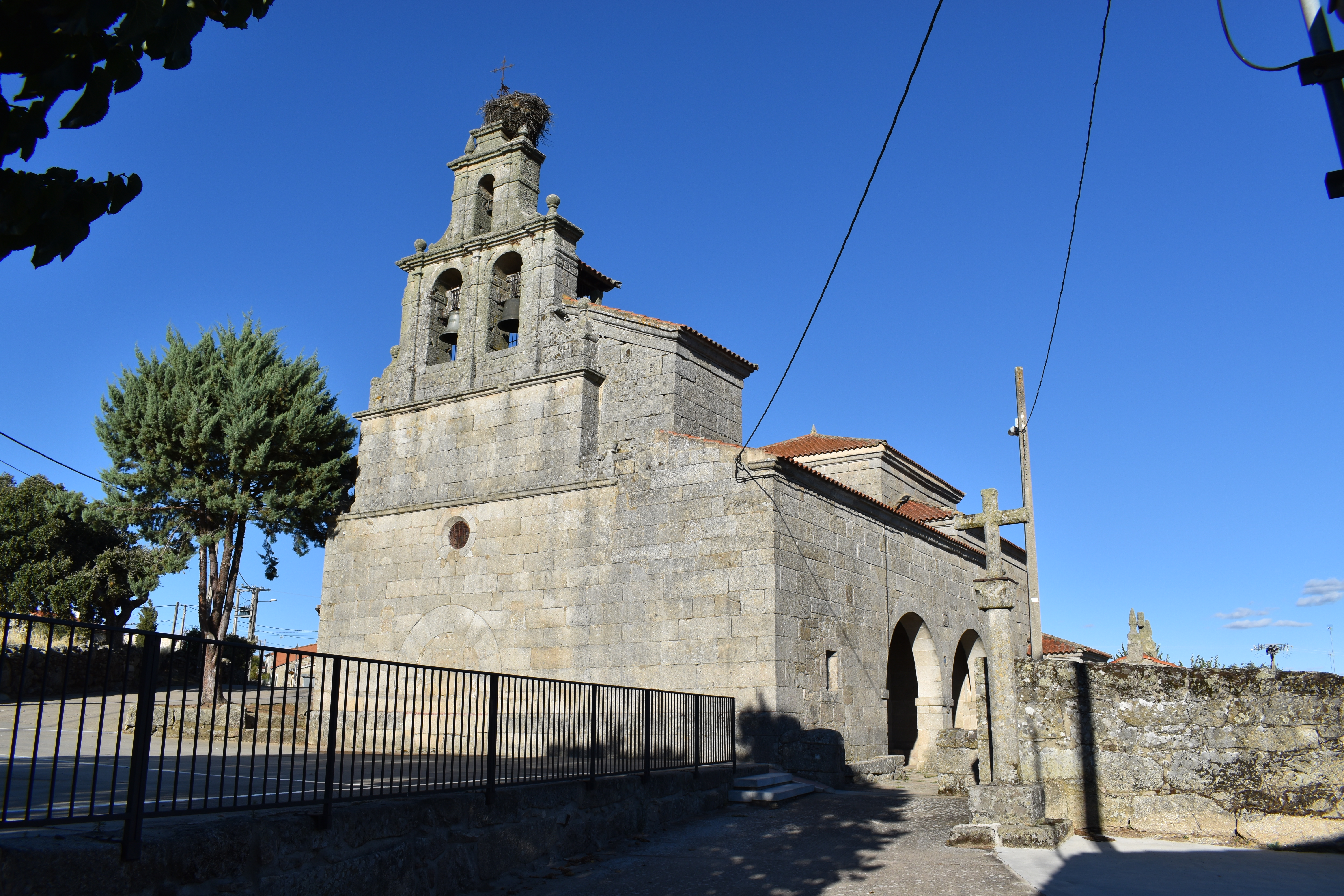
Pelagiuskirche
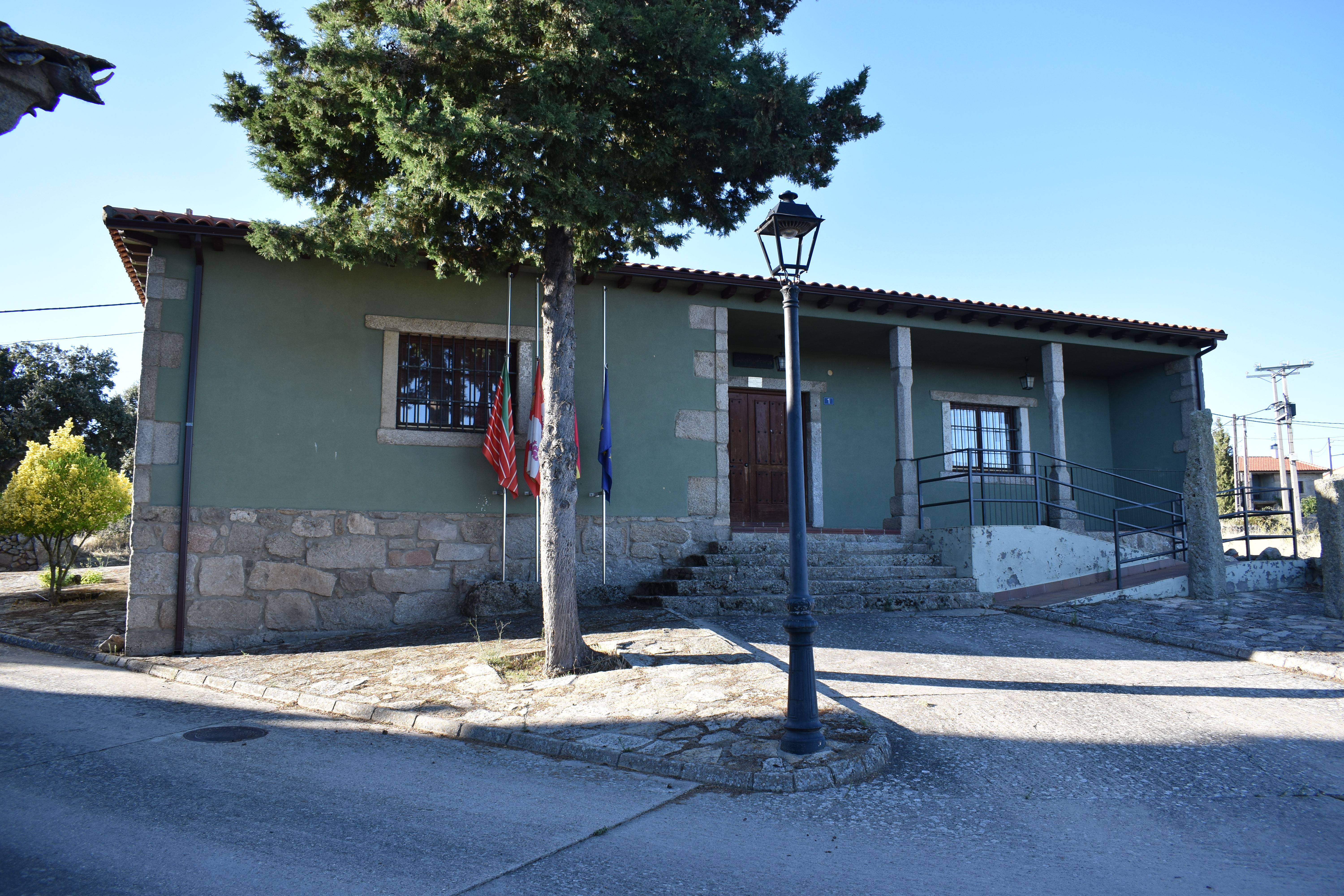
Rathaus

- Pelagiuskirche
- Rathaus